# Pilar Velázquez
Pilar Velázquez Llorente (Madrid, 13 de febrer de 1946) és una actriu espanyola.

## Biografia
En finalitzar els seus estudis de Batxillerat entra com a meritòria al Teatro Español en 1964 i debuta amb l'obra Caminos de Damasco, a les que seguirien El hilo rojo, amb Vicente Parra, Adán 67, amb José María Rodero, Sólo Dios puede juzgarme, Anillos para una dama (1973) o La muralla china.
La seva carrera cinematogràfica es va desenvolupar fonamentalment entre 1966 i 1977, compaginant les pantalles espanyoles amb les italianes. Encara que va abordar gairebé tots els gèneres, es va desembolicar preferentment en comèdies lleugeres, pel·lícules eròtiques i thrillers.
Poden esmentar-se en la seva filmografia títols com Los chicos con las chicas (1967), Operación Mata Hari (1968), Las amigas (1969), Juego sucio en Panamá (1974), Adulterio a la española (1975) i Tatuaje (1976).
A mitjan anys setanta treballa com a presentadora, primer al costat de María Salerno en l'última etapa del programa de Valerio Lazarov ¡Señoras y señores! el 1975 substituint María José Cantudo i Ángela Carrasco. Després, el 1976, va substituir Bárbara Rey en la presentació del programa musical Palmarés d'Enrique Martí Maqueda.
El 1979 es casa amb el cantant Miguel Gallardo i es retira de la pantalla gran. El matrimoni va tenir un fill, Alejandro, nascut el 16 de gener de 1981. Ella només tornaria en 1996 per a intervenir a Pon un hombre en tu vida, d'Eva Lesmes.
Si bé el seu debut és anterior, podent esmentar-se entre les seves prèvies experiències La pequeña cabaña de André Roussin, és des dels anys vuitanta quan amb major èmfasi ha centrat la seva carrera en el teatre: Una hora sin televisión (1987), amb Manuel Tejada, El caballero de las espuelas de oro (1994) d'Alejandro Casona, Las mujeres de Jack (1999), amb Carlos Larrañaga, Que usted lo mate bien (2002), de Juan José Alonso Millán i La noche de la iguana (2009), de Tennessee Williams estan entre la seva obres més destacades.
En televisió ha intervingut en les sèries Curro Jiménez (1976), Régimen abierto (1986) y Al salir de clase (1997-1998).

## Filmografia
- I tre che sconvolsero il West (Vado, vedo e sparo), d'Enzo G. Castellari (1968)
- Il pistolero dell'Ave Maria, de Ferdinando Baldi (1969)
- Quando Satana impugnò la Colt (Manos torpes), de Rafael Romero Marchent (1970)
- I Leopardi di Churchill, de Maurizio Pradeaux (1970)
- Uomo avvisato mezzo ammazzato... parola di Spirito Santo, de Giuliano Carnimeo (1971)
- Ragazza tutta nuda assassinata nel parco, de Alfonso Brescia (1972)
- Un bianco vestito per Marialé, dei Romano Scavolini (1972)
- Il fiore dai petali d'acciaio (1973)
- Sesso in testa, de Sergio Ammirata (1974)
- Los chicos con las chicas (1967)
- Operación Mata Hari (1968)
- Las amigas (1969)
- Juego sucio en Panamá (1974)
- Adulterio a la española (1975)
- Tatuaje (1976)
- La donna della calda terra (1978)
- Pon un hombre en tu vida, d'Eva Lesmes.